# Potez 630
Potez 630 i njegove izvedenice dio su dvomotornih jednokrilaca razvijenih u kasnim 1930-im za Ratno zrakoplovstvo Francuske. Dizajn je bio suvremenik britanskom Bristol Blenheimu i njemačkom Messerschmittu Bf 110.

## Dizajn i razvoj
Prvi Potez 630 izgrađen je za pokrivanje potražnje u 1934. godini za većim lovačkim avionom koja je također dovela i do izrade uspješnog Bregueta 690. Prototip je poletio prvi put u 1936. godini i dokazao svoje izvrsne osobine. Potez 630 bio je trosjed potpuno metalne konstrukcije s učinkovitim aerodinamičkim linijama i dvostrukim repnim površinama. Ispod dugog staklenog poklopca kabine nalazila su se sjedala za pilota, promatrača ili zapovjednika koji je letio samo na misijama koje su to zahtijevale i stražnjeg mitraljesca koji je rukovao jednim pokretnim lakim mitraljezom.
Nakon početnih testiranja bile su potrebne vrlo male preinake i već 1937. naručeno je 80 aviona. Istovremeno je naručeno i 80 lovaca Potez 631 C3 od kojih su njih 20 bili opremljeni s Gnome-Rhône 14M radijalnim motorima umjesto originalnih Hispano-Suiza 14AB10/11 na Potezu 630. Pedeset dodatnih aviona izrađeno je 1938. od kojih je 20 bilo preusmjereno u Finsku do koje nisu nikada uspjeli doći.

## Korištenje
Motor Poteza 630 pokazao se vrlo problematičan tako da ih je većina zamijenjena s Potezom 631 još prije Drugog svjetskog rata. Potez 631 nije bio uspješan presretač, bio je sporiji od nekih njemačkih bombardera i čak 130 km/h sporiji od Bf 109E. Ipak korišten je do kraja rata.
Potez 633 dobio je samo kratku borbenu aktivnost u službi Ratnog zrakoplovstva Francuske kada su se 20. svibnja 1940. dva aviona pojavila u borbenom letu u blizini Arrasa. Dva dana kasnije povučeni su s borbene linije. Potez 633 izvozio se u manjen broju u Grčku i Rumunjsku. Rumunji su ih koristili protiv SSSR-a a Grci protiv Italije. Mali broj Poteza 633 namijenjeni Kini preusmjereni su od strane Francuske kolonijalne administracije u Indokinu gdje su imali ograničeno djelovanje u kratkom Francusko-Tajlandskom ratu početkom 1941. godine.
Do lipnja 1940. isporučeno je više od 700 Poteza 63.11  od čega su više od 220 uništeni ili napušteni. Iako opremljen i dodatnim mitraljezom bio je to tip francuskog aviona s najvećim gubitcima. Potez 63.11 nastavio je borbene letove u Ratnom zrakoplovstvu Višijske Francuske i snagama Slobodne Francuske u Sjevernoj Africi. Proizvodnja je nastavljena pod njemačkom kontrolom a većina aviona služila je za vezu i školovanje.
Sve inačice aviona (osim možda Poteza 63.11) dijele solidne letne karakteristike. Uz atraktivni dizajn i lako održavanje, kasniji modeli imali su, za to vrijeme teško naoružanje(do 12 mitraljeza na Potezu 63.11). Iako nisu bili jače građe tijekom borbe mogli su podnijeti znatna oštećenja.  Najveća mana Potez 63 serije, poput mnogih francuskih aviona tog vremena, bili su nedovoljno snažni motori. U ozbiljnijim ratnim situacijama pokazali su se kao lake mete za Messerschmitt i njihove britanske suvremenike, Fairey Battle i Bristol Blenheim. Njihova sličnost s Bf 110 (dva motora, dupli rep, dugi stakleni poklopac kabine) znao je ponekad zavarati neprijatelja što je potezu donijelo prednost u neposrednoj borbi.

## Inačice
Za razliku od mnogih tadašnjih francuskih aviona, proizvodnja Poteza bila je prilično brza a prva isporuka izvršena je prije kraja 1938. Avion je bio planiran za masovnu proizvodnju a jedan je Potez 630 bilo jeftinije i brže proizvesti od jednog Morane-Saulnier MS406. Porastom tempa izrade razvijane su i nove inačice.

### Lovačke inačice
Inačice 630 i 631 bile su prepoznatljive prema prednjem naoružanju, koje se izvorno sastojalo od dva 20 mm Hispano-Suiza HS.404 topa smještena u gondolama ispod trupa. Jedan od topova ponekad je zamijenjen s MAC 1934 mitraljezom. Kasnije su na 631  ugrađivana 4 laka mitraljeza u gondole ispod vanjskog dijela krila (teoretski se moglo ugraditi šest mitraljeza).
Projekt noćnog lovca Potez 635 CN2 je otkazan a Potez 63.12 C3 s Pratt & Whitney Wasp Junior Twin radijalnim motorima ostao je samo na prototipu.
U trenutku kada su Nijemci okupirali tvornicu SNCAN Méaulte kod Alberta, prva serija teških bombardera Potez 671 (izvedenih iz prototipa Poteza 670-01) bila je na proizvodnoj liniji.

### Školske inačice
Školski zrakoplov s duplim komandama bio je modificirana inačica 630 a predložena oznaka bila je Potez 634.  Ratno zrakoplovstvo francuske odlučilo je naručiti manji broj aviona s  Gnome-Rhône motorima a oznaka im je bila Potez 631 Ins (En.: Instruction). Potez 63.16 T3 izveden iz 63.11 inačice s drugačijim i većim krilima trebao je služiti za trening posada ali je izrađen samo jedan prototip.

### Bombarderi
Potez 633 B2 bio je dizajniran da ispuni potražnju za lakim bombarderom dvosjedom. Avion je zadržao trup, krila i motore s 631 ali je maknuta promatračka pozicija i gondola topa a između pilotske kabine i zadnje pozicije s mitraljezom ugrađen je manji odjeljak za bombe. Prednje naoružanje sastojalo se samo od jednog lakog mitraljeza u nosu aviona. U odjeljak za bombe moglo je stati osam bombi od 50 kg ili dvije bombe od 200 kg. Avion nije imao posebno mjesto za bombaša nego je za tu ulogu bio zadužen stražnji mitraljezac koji je usmjeravanje bombi trebao izvesti kroz periskopski nišan postavljen ispred njega, razmještaj koji se na terenu pokazao neupotrebljiv.
Prvi prototip, Potez 633.01 s dva sjedala poletio je krajem 1937. godine. Ratno zrakoplovstvo Francuske naručilo je 1938. 133 aviona no dva mjeseca kasnije odlučeno je kako svi avioni u kategoriji lakih bombardera moraju imati tri člana posade. Francuzi su nakon toga umjesto 633 inačice naručili više Poteza 631. Potez 633 ponuđen je za izvoz te je privukao narudžbe iz Rumunjske, Kine i Grčke.
Započet je i jedan prototip obrušavajućeg bombardera Poteza 632 Bp.2 ali je završio kao 633 inačica s Hispano-Suiza motorima, kasnije prodana u Švicarsku u cilju daljnjeg razvoja aviona. Slično tome, jedan prototip navalnog bombardera dvosjeda Potez 639 AB2 preinačen je na 633 standard.

### Izviđačke inačice
Nezadovoljni sa svojim strateškim izviđačkim avionima kao što je bio problematični Bloch MB.131, Ratno zrakoplovstvo Francuske zahtijevalo je razvoj Potez 631 inačice za ovu ulogu. Promatrač je trebao biti smješten u gondoli ispod trupa. Iako posebno neudobno, ovo rješenje rezultiralo je izlaskom Poteza 637 koji je zadržao većinu kvalitete 631. U kolovozu 1938. godine naručeno je 60 izviđačkih aviona i svi su bili isporučeni.
Daljnji razvoj 637, uz zadržavanje krila, motora i repnih površina sa 631, doveo je do konvencionalnijeg staklenog prostora za smještaj promatrača. Kako je pilot trebao biti smješten iznad promatrača, trup Poteza 63.11 je bio zadebljan, što je rezultiralo manjom maksimalnom brzinom leta i slabijom upravljivošću. 63.11 se također pokazao vrlo osjetljiv, unatoč oklopnoj zaštiti i osnovnim premazom za samo-brtvljenje preko spremnika za gorivo.
Sekundarna namjena aviona kao lakog bombardera nije najvjerojatnije nikada korištena. U manji odjeljak za bombe moglo je stati osam bombi od 10 kg. Dvije bombe od po 50 kg mogle su se ovjesiti na nosače ispod dijela krila bliže trupu. Prednje naoružanje na prvim avionima bio je jedan a kasnije tri mitraljeza smještena ispod nosa aviona. Mnogi 63.11 bili su (kao i na 631) opremljeni s istim dodatnim topovima u krilnim gondolama.
Prvi No.1 i drugi No.2 prototip Poteza 63.11 prvi puta su poletjeli u prosincu 1938. a do rujna 1939. naručeno je najmanje 1365 primjeraka od kojih je isporučeno 730 aviona, čime je 63.11 bila najbrojnija inačica.

## Tehničke karakteristike (Potez 63.11A.3)
Osnovne karakteristike
- posada: 3
- dužina: 10,93 m
- raspon krila: 16,00 m
- površina krila: 32,7 m2
- visina: 3,08 m

Letne karakteristike
- najveća brzina: 425 km/h
- dolet: 1.500 km
- najveća visina leta: 8.500 m
- motor: 2 x Gnome-Rhône 14 M-4/5 radialni motor

Naoružanje
- naoružanje: 

  - 1x nepokretni prednji(pucanje prema naprijed) 7,5 mm MAC 1934 mitraljez,
  - 1x nepokretni, (pucanje prema nazad) 7,5 mm MAC 1934 mitraljez
  - 1x pokretni, (pucanje prema nazad) 7,5 mm MAC 1934 mitraljez
  - 4x 50 kg bombi